# The Knocks
I The Knocks sono un gruppo musicale statunitense di musica elettronica formato da Ben "B-Roc" Ruttner e James "JPatt" Patterson.

## Storia del gruppo

### Gli inizi (2008-2010)
Originari di New York, prima di focalizzarsi sulla loro musica, i due hanno iniziato a comporre e remixare per cantanti quali Katy Perry, Britney Spears, Marina and the Diamonds, Rihanna, Flo-Rida ed Ellie Goulding.
Inoltre, nel 2010 la rivista di musica britannica New Musical Express lì inserì nella lista dei 20 producers più hot.

### Gli EP (2011-2013)
Nel 2011, dopo l'uscita dei primi singoli, tra cui "Make It Better" e "Dancing With The DJ", il gruppo pubblica il suo primo EP, "Magic". Dopodiché, nel 2012 pubblicano "Geronimo" in collaborazione con il francese Fred Falke, successivamente "The Feeling" e "Modern Hearts".
Nel 2013 pubblicano un secondo EP: "Comfortable". In questa occasione lavorano insieme agli X Ambassadors, Ra Ra Riot e gli Sneaky Sound System.

### Presente (2014-oggi)
Il 17 settembre 2014 pubblicano il singolo Classic con il featuring del duo POWERS. Verrà anche pubblicato un video ufficiale in cui gli artisti rendono omaggio al famoso videogioco The Sims.
Il 26 febbraio 2015 pubblicano "Dancing With Myself" sul loro profilo ufficiale di SoundCloud.
Nel corso del 2015, il duo ha iniziato a lavorare al loro album di debutto, 55, che include collaborazioni con artisti come Fetty Wap, Cam'ron, Wyclef Jean, Carly Rae Jepsen, Matthew Koma, Magic Man, Alex Newell, POWERS, Phoebe Ryan, Justin Tranter, Walk the Moon e X Ambassadors. L’album ha riscosso un notevole successo, con brani promossi in spot pubblicitari e programmi negli Stati Uniti, e ha segnato l'inizio del lavoro del duo come produttori per altri artisti, tra cui Carly Rae Jepsen e Wyclef Jean.
Con il produttore e cantante Skylar Spence hanno formato il supergruppo Amelia Airhorn, e all'inizio del 2017 hanno pubblicato il primo singolo Miracle, seguito da NY Is Red Hot. Il 19 giugno hanno pubblicato l'album digitale The Knocks & Skylar Spence Present...Amelia Airhorn.

### Tour
La loro prima apparizione fu in occasione dell'apertura del concerto di Ellie Goulding negli USA.
Hanno inoltre condiviso lo stage con artisti come Deadmau5, Skrillex, Tiësto, Martin Solveig, Weezer, Die Antwoord e Calvin Harris.

### Controversie
Nel 2013 furono accusati di aver fotografato di nascosto i Daft Punk senza caschi negli uffici della loro casa discografica e di aver pubblicato le foto sui social.

## Discografia

### Album in studio
- 55 (2016)
- New York Narcotic (2018)
- History (2022)

### EP
- Magic (2011)
- Comfortable (2013)
- So Classic (2015)
- 55.5 (The Knocks VIP Mix) (2016)
- Testify (2017)

### Mixtapes
- "Melody & Silence (2021) (con Foster the People)

### Singoli
- Blackout" (2010)
- "Make It Better" (2010)
- "Dancing with the DJ" (2010)
- "Brightside" (2011)
- "Midnight City" (2012) (M83 cover) (feat. Mandy Lee)
- "Geronimo" (2012) (con Fred Falke)
- "The Feeling" (2012)
- "Modern Hearts"(2013) (featuring St. Lucia)
- "Comfortable" (2014) (featuring X Ambassadors)
- "DYWT" (2014) (con Treasure Fingers)
- "Classic" (2014) (featuring Powers)
- "Dancing with Myself" (2015)
- "Collect My Love" (2015) (featuring Alex Newell)
- "I Wish (My Taylor Swift)" (2015) (con Matthew Koma)
- "New York City" (2015) (featuring Cam'ron)
- "Kiss the Sky" (2016) (featuring Wyclef Jean)
- "Classic" (2016) (featuring POWERS)
- "Love Me Like That" (2016) (featuring Carly Rae Jepsen)
- "Heat" (2016) (featuring Sam Nelson Harris)
- "Trouble" (2017) (featuring Absofacto)
- "Lie" (2017) (featuring Jerm)
- "House Party" (2017) (con Captain Cuts)
- "Ride or Die"(2018) (featuring Foster the People)
- "Shades" (2018)
- "Goodbyes" (2018) (featuring Method Man)
- "Brazilian Soul" (2018) (featuring Sofi Tukker)
- "Awa Ni" (2019) (featuring Kah-Lo)
- "Summer Luv" (2019) (con Whethan featuring Crystal Fighters)
- "Exit Sign" (2019) (featuring Gallant)
- "Lucky Me" (2019) (featuring Great Good Fine Ok)
- "Get Happy" (2020) (featuring Mat Zo)
- "One Fine Day" (2020) (con Idris Elba featuring Mat Zo)
- "Bodies" (2020) (con Muna)
- "All About You" (2020) (featuring Foster the People)
- "R U High" (2021) (featuring Mallrat)
- "Sound the Alarm" (2021) (featuring Rivers Cuomo and Royal & the Serpent)
- "Bedroom Eyes" (2021) (featuring Studio Killers)
- "River" (2021) (featuring Parson James)
- "Walking on Water" (2022) (featuring Totally Enormous Extinct Dinosaurs)
- "Slow Song" (2022) (con Dragonette)
- "One on One" (2023) (con Sofi Tukker)
- "All the time / Tout le Temps" (2024) (feat.Yelle)
- "LOVER" (2024) (The Knocks & Dolores Forever)
- "Stay Gold" (2024) (The Knocks & Powers)

### Remix
- The 1975 - "Girls"
- Carly Rae Jepsen – "All That"
- Passion Pit - "Sleepy Head"
- Dragonette – "Let It Go"
- St. Lucia - "Elevate"
- Ellie Goulding – "Starry Eyed"
- Foster the People – "Pumped Up Kicks"
- Nonono - "Pumpin Blood"
- Goldroom – "Only You Can Show Me"
- Wale and Lady Gaga - "Chillin"
- Grouplove – "Ways to Go"
- Haim – "Forever"
- Haim – "If I Could Change Your Mind"
- Katy Perry – "I Kissed a Girl"
- Louis The Child – It's Strange (ft. K.Flay)
- Monsieur Adi feat A*M*E – "What's Going On"
- Of Monsters & Men – "Little Talks"
- Santigold – "The Keepers"
- Future Islands - "Haunted By You"
- Skrillex and Diplo (or Jack Ü) – Where Are Ü Now (with Justin Bieber)
- Post Malone - "White Iverson"
- Taylor Swift – "Welcome to New York"
- X Ambassadors - "Renegades"
- Tegan & Sara – "Closer"
- The Sound of Arrows – "Wonders"
- Two Door Cinema Club – "Sleep Alone"
- Youngblood Hawke – "We Come Running"
- The 1975 – "Girls"
- Tove Lo – "Not On Drugs"
- Sofi Tukker – "Drinkee"
- Phoebe Ryan – "Chronic"
- Justin Bieber – "Company"
- Tove Lo - "Cool Girl"
- Charli XCX and Troye Sivan - "1999"
- Odesza - "Falls"
- Blu DeTiger - "In My Head" (The Knocks Block Party Mix)
- Absofacto - "Dissolve"
- Milck - "If I Ruled The World"

### Con gli Amelia Airhorn

#### Album in studio
- 2017 – The Knocks & Skylar Spence Present...Amelia Airhorn (con Skylar Spence)

#### Singoli
- 2017 – Miracle
- 2017 – NY is Red Hot
- 2017 – Street Performers Part. II